# Filip Kuba
Filip Kuba (* 29. Dezember 1976 in Ostrava, Tschechoslowakei) ist ein ehemaliger tschechischer Eishockeyspieler, der im Verlauf seiner aktiven Karriere zwischen 1994 und 2013 unter anderem 867 Spiele für die Florida Panthers, Minnesota Wild, Tampa Bay Lightning und Ottawa Senators in der National Hockey League auf der Position des Verteidigers bestritten hat. Seinen größten Karriereerfolg feierte Kuba, der im Jahr 2004 am NHL All-Star Game teilnahm, im Trikot der tschechischen Nationalmannschaft mit dem Gewinn der Goldmedaille bei der Weltmeisterschaft 2001.

## Karriere

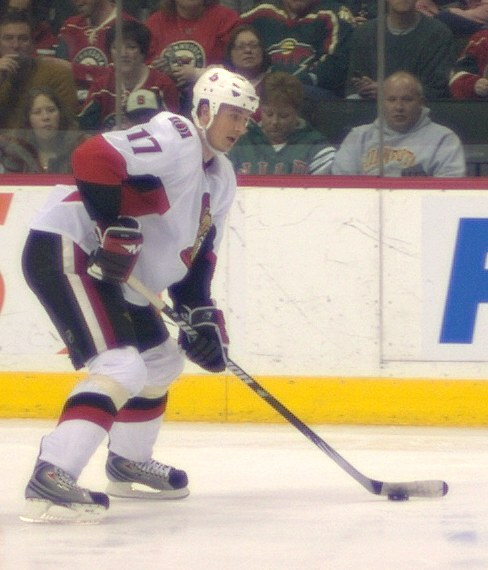
Kuba im Trikot der Ottawa Senators

Kuba spielte während seiner Juniorenzeit für den HC Vítkovice, bei dem er auch seine Profikarriere begann. Beim NHL Entry Draft 1995 wurde er von den Florida Panthers in der achten Runde an 192. Position ausgewählt.
1996 ging er nach Nordamerika und spielte dort anfangs in der American Hockey League. Sein erstes Jahr bei den Carolina Monarchs nutzte er, um sich an die nordamerikanische Spielweise zu gewöhnen. In der folgenden Saison für Beast of New Haven machte er auf sich aufmerksam, so dass er in der Saison 1998/99 zu seinen ersten fünf Einsätzen in der NHL bei den Panthers kam. Meist spielte er in dieser Saison für die Kentucky Thoroughblades in der AHL. Die folgende Spielzeit verbrachte er zum überwiegenden Teil bei den Houston Aeros in der International Hockey League und kam vereinzelt in der NHL zum Einsatz. Ein Wechsel zu den Calgary Flames hatte keine Auswirkung auf seine Karriere, da er kurz darauf im NHL Expansion Draft 2000 von den Minnesota Wild verpflichtet wurde. In Minnesota schaffte er den Schritt zum Stammspieler. Auch international war diese Zeit für ihn erfolgreich. Er nahm für sein Heimatland an den Weltmeisterschaften 2001 und 2002 teil. In der NHL wurde seine gute Leistung mit der Teilnahme am NHL All-Star Game 2004 honoriert.
Bei den Olympischen Winterspielen 2006 in Turin gewann er mit der tschechischen Nationalmannschaft die Bronzemedaille. Nachdem sein Vertrag im Sommer 2006 ausgelaufen war, unterzeichnete er einen Vertrag bei Tampa Bay Lightning. Mit 15 Toren, 22 Vorlagen und 37 Punkte erreichte er in der Saison 2006/07 seine bisher besten Werte. Im Sommer 2008 wurde er nach zwei Jahren in Tampa gemeinsam mit Alexandre Picard für Andrej Meszároš zu den Ottawa Senators transferiert.
Am 1. Juli 2012 unterschrieb er als Free Agent einen Zweijahresvertrag im Wert von acht Millionen US-Dollar bei den Florida Panthers. Aufgrund des Lock-outs zu Beginn der Saison 2012/13 kehrte er zunächst zu seinem Heimatverein zurück. Mit Wiederaufnahme des Spielbetriebs in der NHL lief er wieder für die Panthers auf. Ein Jahr später kauften sich die Panther aus dem bestehenden Vertrag heraus, anschließend beendete Kuba seine Karriere.

## Erfolge und Auszeichnungen
- 2001 Goldmedaille bei der Weltmeisterschaft
- 2004 Teilnahme am NHL All-Star Game
- 2006 Bronzemedaille bei den Olympischen Winterspielen

## Karrierestatistik

### International
Vertrat Tschechien bei:
| - Weltmeisterschaft 2001 - Weltmeisterschaft 2002 - Olympischen Winterspielen 2006 | - Weltmeisterschaft 2008 - Olympischen Winterspielen 2010 |

(Legende zur Spielerstatistik: Sp oder GP = absolvierte Spiele; T oder G = erzielte Tore; V oder A = erzielte Assists; Pkt oder Pts = erzielte Scorerpunkte; SM oder PIM = erhaltene Strafminuten; +/− = Plus/Minus-Bilanz; PP = erzielte Überzahltore; SH = erzielte Unterzahltore; GW = erzielte Siegtore; 1 Play-downs/Relegation; Kursiv: Statistik nicht vollständig)